# Bernardo Gianoncelli
Bernardo Gianoncelli, detto anche il Bernardello (... – prima del 1650), è stato un musicista e compositore italiano di musica barocca vissuto nella prima metà del XVII secolo.

## Storia
Le sole informazioni reperibili sono fornite dalle sue opere sopravvissute, contenute nel volume che la sua vedova fece stampare nel 1650, alla memoria del marito, intitolato Il liuto di Bernardo Gianoncelli; del quale oggi sopravvive una sola copia custodita presso la Biblioteca nazionale Marciana di Venezia. 
La trascrizione di una danza bergamasca presente nel libro venne fatta pubblicare nel 1891 da Oscar Chilesotti. Nel 1923 Ottorino Respighi, dopo averne svolto una libera trascrizione orchestrale, la inserì come quarto ed ultimo movimento nelle sue Antiche arie e danze per liuto (seconda suite).